# Gawriił Ilizarow
Gawriił Abramowicz Ilizarow, ros. Гавриил Абрамович Илизаров (ur. 15 czerwca 1921 w Białowieży, zm. 24 lipca 1992 w Kurganie) – radziecki ortopeda. Odznaczony Orderem Uśmiechu.

## Życiorys
Pomimo początkowych zaległości, młodemu Gawriiłowi szybko udało się nadrobić braki i skończyć szkołę. Następnie rozpoczął naukę w szkole medycznej w Dagestanie, a po jej ukończeniu rozpoczął studia medyczne w Krymskim Instytucie Medycznym. Niemiecki atak na ZSRR sprawił, że cały Instytut został ewakuowany do Kazachstanu, gdzie w 1944 ukończył studia. Następnie został lekarzem regionu kurgańskiego na Syberii. Pomimo że nie był chirurgiem, a jedynie lekarzem rejonowym, zajmował się wówczas leczeniem licznych w tym okresie wojennych urazów. Podczas tej pracy zdobył doświadczenie w leczeniu zaburzeń układu kostnego. 
W 1950 opracował własną metodę stabilizacji zewnętrznej oraz wydłużania i korekcji kształtu kości kończyn opartą na zjawisku osteogenezy dystrakcyjnej, które sam opisał. Wymyślony przez niego system składający się z metalowych pierścieni łączonych ze sobą przy pomocy prętów i mocowanych do kości drutami Kirschnera nosi dziś nazwę aparatu Ilizarowa (opatentował go w 1951). Początkowo metoda nie spotkała się z akceptacją kolegów po fachu. W 1955 Ilizarow został ordynatorem oddziału chirurgicznego w kurgańskim szpitalu, a jego prace zaczęły interesować innych radzieckich ortopedów. Początkowo szersze badania nad nową metodą prowadzono w instytucie w Swierdłowsku (dziś Jekaterynburg). Wyniki były bardzo dobre, jednak odległość między instytutem a miejscem pracy Ilizarowa stwarzała pewne problemy organizacyjne. W związku z tym w 1966 w Kurganie powstało laboratorium będące oddziałem Instytutu Swierdłowskiego, którego kierownikiem został Ilizarow. W 1969 stało się ono częścią Instytutu Ortopedii i Traumatologii w Leningradzie (dziś Sankt Petersburg). Z czasem metody Ilizarowa zostały uznane przez środowiska medyczne ZSRR, zaś instytut ortopedii i traumatologii w Kurganie został jednym z największych szpitali ortopedycznych na świecie. Kariera metody za żelazną kurtyną rozpoczęła się w 1981 we Włoszech. Gawriił Ilizarow zmarł w lipcu 1992.

## Odznaczenia
Bohater Pracy Socjalistycznej, laureat Nagrody Leninowskiej w 1978. Został odznaczony m.in. Orderem Lenina, Orderem Czerwonego Sztandaru Pracy oraz Krzyżem Komandorskim Orderu Zasługi Polskiej Rzeczypospolitej Ludowej. Na wniosek radzieckich dzieci został Kawalerem Orderu Uśmiechu.